# Голден Гоблин Пресс
Го́лден Го́блин Пресс (англ. Golden Goblin Press) — вымышленное книжное издательство в мифологии Ктулху. Впервые упомянуто в рассказе Роберта Говарда «Чёрный камень» (1931). Прототипом послужило лондонское книжное издательство «Holden».

## Легенда истории создания
Издательство «Голден Гоблин Пресс» было основано в Нью-Йорке, в 1908 году, братьями Сэмюэлом и Джоном Эдлтонами. Название издательство получило, благодаря загадочной индейской фигурке, принадлежавшей одному из братьев. Специализировалось на выпуске малоизвестных книг на оккультную тематику и художественной литературы ужасов. Нью-йоркское издательство было закрыто во время Первой мировой войны, спустя десять лет возобновило свою деятельность в Филадельфии.

## Книги издательства
Среди книг, выпущенных издательством «Голден Гоблин Пресс» упоминаются: 
- «Codex Coemeterium» («Кладбищенский кодекс»), издание 1908 года на основе отрывков из книги 849 года «Мюнхенское руководство по демонической магии».
- Английский перевод книги «Unaussprechlichen Kulten» фон Юнцта (1909) с иллюстрациями Диего Васкеса.
- Английский перевод «Откровений Хали́» (1913) медиума Э. С. Бэйроуллс.
- Книги Кларка Эштона Смита «Сны паука» и «Пробуждение» (1931).
- Книга Натаниэля Уингейта Пизли «Тень вне времени» (1936).